# Greg Dayman
Gregory John „Greg” Dayman (ur. 21 lutego 1947 w Wellington) – nowozelandzki hokeista na trawie. Złoty medalista olimpijski z Montrealu.
Zawody w 1976 były jego drugimi igrzyskami olimpijskimi. W turnieju zagrał w siedmiu spotkaniach. Wcześniej brał udział w IO 72 (dziewiąte miejsce). W reprezentacji debiutował w 1969, był również w składzie przed IO 80, jednak ostatecznie Nowa Zelandia zbojkotowała igrzyska w Moskwie.